# Get Heavy
Get Heavy ist das Debütalbum der finnischen Hardrockband Lordi. Es wurde 2002 von T.T. Oksala produziert.
Get Heavy erschien 2002 bei Drakkar Records (Sony BMG) in Finnland und bietet eine große Bandweite, was sich daraus erklärt, dass es nach 10 Bandjahren aus eine Reihe an Demos zusammengestellt wurde. Anders als bei den Folgealben sind sämtliche Stücke von Sänger Mr. Lordi geschrieben worden. Lediglich Teile des Songs "Monster, Monster" wurden von Tracy Lipp geschrieben. Obwohl Bassist Kalma nicht auf diesem Album spielt, ist er als Bassist gelistet. Der Bass wird auf dem Album von Magnum gespielt, dem das Album auch gewidmet ist. Des Weiteren enthält Get Heavy eine Danksagung an die Band KISS. Die Bandmitglieder sind Fans dieser Gruppe und lernten sich über den Fanclub KISS Army kennen, dessen Vorsitzender Leadsänger Mr. Lordi einige Zeit war. Das Booklet des Albums ist sehr aufwändig von Mr. Lordi und Mika Lindberg gestaltet und beinhaltet neben einigen Bandfotografien von Jouko Lehtola einige Zeichnungen Mr. Lordis.

## Musikstil
Get Heavy ist das 1. Album der Band Lordi, es wurde in der Kritik zwar nur mittelmäßig gelobt, erreichte jedoch in den finnischen Charts Platz 3. Der Stil ist weitergefasst als bei den nachfolgenden Alben, da es gewisserweise ein Best-of der vorangegangenen 10 Jahre Bandgeschichte ist.

## Titelliste
1. "Scarctic Circle Gathering" – 1:02 (Intro)
2. "Get Heavy" – 3:01
3. "Devil Is a Loser" – 3:30
4. "Rock the Hell Outta You" – 3:07
5. "Would You Love a Monsterman?" – 3:04
6. "Icon of Dominance" – 4:35
7. "Not the Nicest Guy" – 3:13
8. "Hellbender Turbulence" – 2:46
9. "Biomechanic Man" – 3:22
10. "Last Kiss Goodbye" – 3:07
11. "Dynamite Tonite" – 3:14
12. "Monster Monster" – 3:23
13. "13" – 1:09 (Outro)

## Veröffentlichungen und Charterfolge
- 2003: Emma für das beste Hardrock/Metal-Album (Get Heavy) - die Emma ist der wichtigste finnische Musikpreis, vergleichbar mit dem deutschen ECHO

1. Would You Love a Monsterman? – Veröffentlicht 28. Oktober 2002[3]
2. Devil is a Loser – Veröffentlicht 14. April 2003[4]